# Didier André
Didier André (Lyon, 3 september 1974) is een Frans autocoureur.

## Carrière
André begon zijn autosportcarrière in het karting in 1990, waarin hij drie jaar actief bleef. In 1990 en 1991 won hij het Franse Elite-kampioenschap. In 1993 maakte hij de overstap naar het formuleracing, waarin hij debuteerde met een vijfde plaats in de eindstand in de Franse Formule Renault Campus. In 1994 stapte hij over naar het Franse Formule 3-kampioenschap. Hij bleef hier drie jaar actief, maar kwam nooit verder dan een dertiende plaats in de eindstand in 1995.
In 1997 ging André in de Verenigde Staten racen, waarbij hij debuteerde in de Indy Lights voor het team Autosport Racing. In zijn debuutseizoen was een vierde plaats op het Stratencircuit Toronto zijn beste resultaat en eindigde hij op een veertiende plaats in het klassement met 35 punten. In 1998 stapte hij over naar het team PacWest Lights en verbeterde zijn resultaten flink; hij stond twee keer op het podium en eindigde regelmatig in de top 10 voordat hij tijdens de voorlaatste race op Laguna Seca zijn eerste overwinning behaalde in het kampioenschap. Met 123 punten eindigde hij achter Cristiano da Matta op de tweede plaats. In 1999 won hij opnieuw op Laguna Seca, maar door minder constante resultaten in de andere races zakte hij terug naar de achtste plaats in de eindstand met 74 punten.
In 2000 had André geen vast racezitje, maar maakte hij wel zijn debuut in de 24 uur van Le Mans in de LMP900-klasse bij het Mopar Team Oreca naast Didier Theys en Jeffrey van Hooydonk. Zij eindigden op de tiende plaats in hun klasse. In 2001 keerde hij fulltime terug in de autosport en maakte hierbij zijn debuut in de IndyCar Series bij het team Galles ECM Racing. Met een vierde plaats op de Richmond International Raceway als beste klassering werd hij twintigste in de eindstand met 188 punten.
Nadat hij in 2002 niet reed, keerde André in 2003 terug in Europa, waarbij hij debuteerde in de World Series by Nissan bij het team Saulnier Racing. Zijn seizoen was echter teleurstellend en met een zevende plaats op het Circuit Ricardo Tormo Valencia en een tiende plaats op de A1 Ring behaalde hij vijf punten, waarmee hij op de 22e plaats eindigde als laatste coureur die het gehele seizoen deelnam. Meer succes kende hij in de 24 uur van Le Mans, waarin hij voor het team Noël del Bello Racing uitkwam in de LMP675-klasse en samen met Jean-Luc Maury-Laribière en Christophe Pillon deze klasse wist te winnen.
In 2004 bleef André actief in de World Series by Nissan, maar stapte over naar het team Witmeur KTR. Hij verbeterde zichzelf naar de veertiende plaats in de eindstand met 21 punten, met opnieuw een zevende plaats in Valencia als beste race-uitslag.
In 2005 maakte André definitief de overstap naar de Le Mans Series en kwam twee seizoenen uit voor het team Paul Belmondo Racing in de LMP2-klasse, alhoewel hij in 2006 na drie van de vijf races overstapte naar het LMP1-team Pescarolo Sport. Bij dit team won hij naast Emmanuel Collard en Jean-Christophe Boullion de laatste twee races op Donington Park en het Circuito Permanente del Jarama, waardoor het team, na de eerste drie races van het seizoen ook al te hebben gewonnen, bovenaan in het kampioenschap.
Vanaf 2007 neemt André slechts sporadisch deel aan races; in 2007, 2009 en 2010 startte hij nog driemaal in de 24 uur van Le Mans, eenmaal in de LMGT1-klasse en twee keer in de LMP1-klasse en eindigde respectievelijk als elfde, tiende en vierde in zijn klasse. In 2011 reed hij zijn laatste races in het Franse GT-kampioenschap en de FIA GT3, waarin hij 33e werd in het laatste kampioenschap.